# Dendronephthya inhacaensis
Dendronephthya inhacaensis är en korallart som beskrevs av Verseveldt 1960. Dendronephthya inhacaensis ingår i släktet Dendronephthya och familjen Nephtheidae. Inga underarter finns listade i Catalogue of Life.